# Laura López Castro

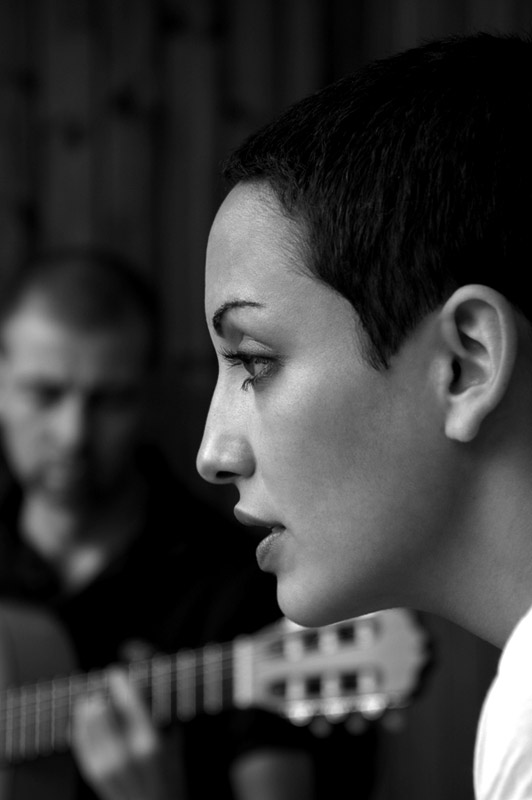
Laura López Castro und Don Philippe (2007)

Laura López Castro (* 17. August 1980 in Göppingen) ist eine deutsche Sängerin spanischer Abstammung.
Laura López Castro wuchs in Salach bei Stuttgart auf. Im Jahr 2002 begann sie mit dem Komponisten und Gitarristen Don Philippe zusammenzuarbeiten. Dies führte zur Veröffentlichung ihres gemeinsamen Debütalbums Mi Libro Abierto („Mein offenes Buch“) im März 2006 auf Max Herres Label Nesola.
Im September 2006 tourten Laura und Don Philippe mit Joy Denalane durch Deutschland. Im November 2006 folgte eine Europa-Tour mit Stuart A. Staples.
Im September 2007 erschien das zweite Album des Kompositionsduos Laura Lopez Castro y Don Philippe inventan el ser feliz bei Nesola.
Im August 2010 veröffentlichte das Songwriter-Duo ihr drittes Album unter dem Titel Optativo bei Nesola.

## Stil
Ihr Schreiben ist geschult an den Werken von Pablo Neruda, Comte de Lautréamont, Atahualpa Yupanqui und südamerikanischen Liedermachern der 1970er Jahre wie beispielsweise Víctor Jara, ist aber auch von der Poesie portugiesischer Musik wie dem Fado beeinflusst.